# 夏に恋する女たち
『夏に恋する女たち』（なつにこいするおんなたち）は、TBS系列で1983年8月5日 - 9月30日に放送されたテレビドラマ。

## あらすじ
あるマンションに、わけありの男たち女たちが揃った。バツイチのカメラマン、母親にトラウマを持つ中年ホスト、レイプ経験のある女イラストレーター、画廊商人、離婚直後の独身女、不良娘などなど。反目しあい、理解しあった彼らは、最後にはそれぞれの道へと戻っていく・・・。

## キャスト
- 倉橋光男：田村正和
- 浅見遙子：名取裕子
- ミツ[2]：美保純
- 青山早苗：梓みちよ
- 加賀律子：萬田久子
- 上坂栄：津川雅彦
- 水島大介：原田芳雄

- ケイ：高沢順子
- 佐野幸子：文野朋子
- 佐野治夫：深水三章
- タツロー：池田善彦
- マスター：矢島健一
- ウェートレス：野村ちこ
- 河井：川上伸之
- 多賀：岡本信人
- 多賀の妻：岩瀬晃
- 多賀の娘：岡本怜子
- 多賀の息子：草刈直樹
- 槇レイコ：岩本多代
- 相沢かおり：山本リンダ（1話のみ）

## 主題歌
「夏に恋する女たち」(RVC/Dear Heart)
作詞・作曲・歌：大貫妙子／編曲：坂本龍一
- 横尾忠則の絵画によるオープニング。

## スタッフ
- 脚本：田向正健
- 音楽：伊藤銀次
- タイトル：横尾忠則
- プロデューサー：大山勝美、内野健
- 演出：近藤邦勝、大山勝美
- 製作著作：TBS

## 放送日程・サブタイトル
| 各話   | 放送日       | サブタイトル         | 演出     |
| ------ | ------------ | -------------------- | -------- |
| 第1回  | 1983年8月5日 | パーティーしましょう | 近藤邦勝 |
| 第2回  | 8月12日      | 誰にも内緒で         | 近藤邦勝 |
| 第3回  | 8月19日      | 悲しみ買います       | 大山勝美 |
| 第4回  | 8月26日      | たまには遊びたい     | 大山勝美 |
| 第5回  | 9月2日       | 泣くのはまかせて     | 近藤邦勝 |
| 第6回  | 9月9日       | 傷つかないで         | 近藤邦勝 |
| 第7回  | 9月16日      | 女は女同士で         | 大山勝美 |
| 第8回  | 9月23日      | 怯えたりはしない     | 近藤邦勝 |
| 最終回 | 9月30日      | もう一度パーティーを | 近藤邦勝 |

## 備考
- オープニングで、主要登場人物全員で番組タイトルを言う声だけがタイトルロゴに重なるが、原田芳雄だけがわざと「女たち」を間違えて「男たち」と言い、言いなおす。